# Mali Maiak
Mali Maiak (en (ucraïnès): Малий Маяк, en rus: Малый Маяк) és un poble de la República Autònoma de Crimea a Ucraïna, que el 2014 tenia 2.298 habitants. Pertany al districte rural d'Aluixta.